# Sam Manekshaw

El mariscal de campo Sam Hormusji Framji Jamshedji Manekshaw, MC (Amritsar, 4 de abril de 1914–Wellington, 27 de junio de 2008), popularmente conocido como Sam Bahadur ("Sam el Valiente"), fue un dirigente militar indio, el primer general del ejército hindú en ser ascendido a rango de cinco estrellas de mariscal de campo. Su destacada carrera militar abarcó cuatro décadas y cinco guerras, comenzando el servicio en el Ejército indio británico en la Segunda Guerra Mundial. Manekshaw llegó a convertirse en el 8.º Jefe del ejército personal del ejército indio en 1969 y bajo su orden, las fuerzas indias condujeron victoriosas campañas en contra de Pakistán en la guerra indo-pakistaní de 1971 que condujo a la guerra de liberación de Bangladés en diciembre de 1971.

## Primeros años y educación
Nació en Amritsar, de padres Punyab a Parsi, Hormusji Manekshaw, un doctor, y su esposa Heerabai, que se trasladó a Punyab a la ciudad pequeña de Valsad en la costa de Guyarat. Después de completar su escolarización en Punjab y la Universidad de Sherwood, Nainital, y consiguiendo una distinción en el examen de certificado de estudios de la Junta de Cambridge a la edad de 15 años, solicitando a su padre enviarlo a Inglaterra para ser ginecólogo. Cuando su padre rechazó enviarlo hasta que sea mayor, en un acto de rebelión, Manekshaw tomó el examen de admisión para inscribirse a la Academia Militar india (IMA) en Dehradun. Fue exitoso y como resultado se convirtió en parte de la primera promoción de 40 cadetes el 1 de octubre de 1932. Se graduó del IMA el 4 de febrero de 1934 y fue encargado como subteniente en el Ejército indio británico (el cual más tarde sería el Ejército indio después de la Independencia).
Después de ascender como jefe personal de ejército, en una cargo el 8 de junio de 1969 para marcar el centenario de la Universidad Sherwood, Manekshaw recordó que sus años en la universidad lo habían preparado para la guerra cuando fue enseñado para vivir solo e independiente, para luchar sin rendirse, resistir el hambre durante largos periodos y despreciar a su enemigo.

## Carrera militar
Su carrera militar abarcó cuatro décadas, de la era británica y la Segunda Guerra Mundial, a las tres guerras en contra Pakistán y China después de la independencia de India en 1947. Llevó a cabo varias órdenes de regimiento, personal y de mando. Manekshaw ejerció como el 8.º jefe personal del ejército, dirigió el Ejército indio exitosamente en una guerra con Pakistán y el primer mariscal de campo de India convertido después de la independencia.
En su servicio, de acuerdo con las prácticas de la época, se unió primero al 2.º Batallón, el Royal Scots, un batallón británico, y más tarde enviado al 4.º Batallón, 12.ª Regimiento de fuerza fronteriza, conocida generalmente como el 54.º Sikhs.

### Segunda Guerra Mundial
Durante la Segunda Guerra Mundial, el entonces capitán Manekshaw vio acción en Birmania en la campaña de 1942 en el río Sittang con el 4/12 Regimiento de fuerzas fronterizas, y tuvo la rara distinción de ser honrado por su valentía en el campo de batalla. Durante los combates alrededor de Pagoda Hill, una posición clave en el lado izquierdo del puente Sittang,  dirigió su compañía en un contraataque contra los invasores del ejército imperial japonés y a pesar de perder el 50% de baja, la compañía logró su objetivo. Después de capturar la colina, Manekshaw fue alcanzado por una explosión de fuego de ametralladora ligera y fue severamente herido en el estómago. Observando la batalla, el mayor general David Cowan, el entonces comandante de la 17.ª División de Infantería manchado de Manekshaw aferrándose a la vida y, habiendo presenciado su valor frente a la fuerte resistencia, se precipitó hacia él. Temiendo que Manekshaw moriría, el general cubrió su propia cruz militar ante Manekshaw diciendo "A un muerto no se le puede entregar la cruz militar."  La recomendación oficial para MC afirma que el éxito del ataque"fue en gran parte debido al excelente liderazgo y resistencia del capitán Manekshaw". Este premio fue hecho oficial con la publicación de la notificación en un suplemento a la The London Gazette el 21 de abril de 1942 (datado el 23 de abril de 1942).

Manekshaw fue evacuado a Rangún y llegando al borde de la muerte, habiendo sido alcanzado por siete balas en sus pulmones, hígado y riñones. Fue Sher Singh, su asistente, quién lo evacuó del campo de batalla. Cuando el cirujano preguntó qué le había pasado,  respondió que fue "pateado por un burro". Durante las protestas de Manekshaw para tratar los otros pacientes, el médico del regimiento, el capitán G M Diwan, le asistió.
Tras la Partición de la India en 1947, su unidad padre – 12.ª Regimiento de fuerza fronteriza – se hizo parte del Ejército de Pakistán (rebautizado como Regimiento de Fuerza fronteriza), y como Manekshaw fue reasignado al 16.º Regimiento de Punyab, antes de ser enviado al 3.º Batallón, 5.º Rifles Gorkha, el cual fue detallado para comandar. Los tumultuosos acontecimientos de partición requirieron la retención de Manekshaw en la sede de ejército como teniente coronel en la dirección de operaciones militares, sin embargo, y debido a esto que posteriormente se perdió su oportunidad de comandar un regimiento de infantería, cuando fue más tarde promovido a brigadier, convirtiéndose en el primer director de operaciones militares de la India. El nombramiento a director de operaciones militares lo llevó a ascender a mayor general y más tarde a teniente general y ahora se denomina director general de operaciones militares (DGMO).

### Post-independencia
Mientras manejaba los asuntos que relacionan a la Partición en 1947, Manekshaw demostró su agudeza para planear y administrar, y más tarde fue capaz de poner sus habilidades de batalla para usarlas durante las operaciones en Jammu y Kashmir en 1947–48. Después de comandar una brigada de infantería,  fue enviado a la Escuela de Infantería en Mhow como la escuela de comandantes y también se convirtió en el coronel de 8 Rifles Gorkha (el cual se convirtió en su nuevo regimiento, desde su regimiento padre original, el 12.ª Regimiento de fuerzas fronterizas, se convertido en parte del nuevo Ejército de Pakistán en partición) y la 61.ª regimiento de caballería. Luego comandó una división en Jammu y Cachemira. Una temporada en la Universidad Personal de Servicios de Defensa donde continuó sirviendo como comandante. Fue aquí donde su abierta franqueza lo metió en problemas con el entonces Ministro de Defensa, V. K. Krishna Menon. Un tribunal de investigación fue ordenado contra él. El tribunal, presidido por el entonces comandante del ejército occidental, el teniente general Daulet Singh, exoneró a Manekshaw. Antes de que un formal 'ningún caso' podría ser anunciado, la guerra sino-india. Manekshaw fue entonces promovido a teniente general y se trasladó a Tezpur para dirigir las IV Corps como su GOC.
Un año más tarde, Manekshaw fue promovido como comandante del ejército yse hizo cargo del comando occidental. En 1964,  se trasladó de Shimla a Calcuta como el GOC-en-C del Ejército Oriental.
Como GOC-en-C del ejército oriental, repelió exitosamente una insurgencia en Nagaland por el que fue posteriormente galardonado con el Padma Bhushan en 1968.

### Jefe del ejército: Guerra indo-pakistaní de 1971
El 7 de junio de 1969, Manekshaw se convirtió en el 8.º jefe personal del ejército cuándo sucedió al General P P Kumaramangalam. Como jefe del personal del ejército, él que prestó grandes servicios a la nación por forjar el ejército indio a un instrumento eficaz en la guerra. Sus años de experiencia militar fueron pronto puestos a prueba cuando la India decidió ayudar a los rebeldes del Mukti Bahini contras las fuerzas orientales de Pakistán.[cita requerida]
Hacia finales de abril de 1971, Indira Gandhi, quién era en entonces, primer ministro de India, preguntó a Manekshaw si estaba listo para ir a la guerra contra Pakistán. Manekshaw se opuso, diciendo que su división blindada individual y dos divisiones de infantería fueron desplegadas en otro lugar, que solo 13 de sus 189 tanques estaban en condiciones de combatir, y que estarían compitiendo para el transporte por ferrocarril con la cosecha de grano en ese punto de tiempo. También señaló que el pase a los Himalaya pronto se abriría, con el próximo monzón en Pakistán Oriental, el cual resultaría en una fuerte inundación. Cuándo Indira Gandhi solicitó al gabinete dejar la habitación y el jefe para quedarse,  ofreció dimitir. Declinó aceptarlo, pero buscó su consejo. Luego dijo que podía garantizar la victoria si se le permitía prepararse para el conflicto en sus términos, y poner una fecha para ello. Estas fueron aceptadas por la primera ministro.
Cuándo el Ejército indio finalmente fue a la guerra en diciembre de ese año, bajo el liderazgo de Manekshaw,  salió victorioso contra el Ejército de Pakistán. La guerra, que duró menos de quince días, vio más de 90,000 soldados pakistaníes tomados como prisioneros de guerra, y acabó con la rendición incondicional de la mitad oriental de Pakistán, dando como resultado, el nacimiento del estado de Bangladés.[cita requerida]
Cuándo el Primer ministro le pidió que fuera a Daca y aceptar la rendición del ejército pakistaní, Manekshaw declinó, magnánimamente diciendo que el honor tendría que ir a su comandante de ejército en el este, el teniente general Jagjit Singh Aurora.

### Promociones
| Servicio         | Ejército indio británico | Ejército indio británico | Ejército indio británico | Ejército indio británico | Ejército indio británico | Ejército indio británico | Ejército indio británico | Ejército indio | Ejército indio    | Ejército indio    | Ejército indio     | Ejército indio     | Rango |  |  |  |  |  |  |  |  |  |  |  |  |
| Teniente Segundo |                          | Teniente                 | Capitán                  | Mayor                    | Teniente Coronel         | Coronel                  | Brigadier                | Brigadier      | Majorgeneral      | Lieutenantgeneral | General(COAS)      | Mariscal de campo  |       |  |  |  |  |  |  |  |  |  |  |  |  |
| Fecha            | 1934                     | 1935                     | 1940                     | 1943                     | 1945                     | 1946                     | 1947                     | 1950           | Diciembre de 1957 | Noviembre de 1962 | 8 de junio de 1969 | 3 de enero de 1973 |       |  |  |  |  |  |  |  |  |  |  |  |  |

## Honores y después de su retiro

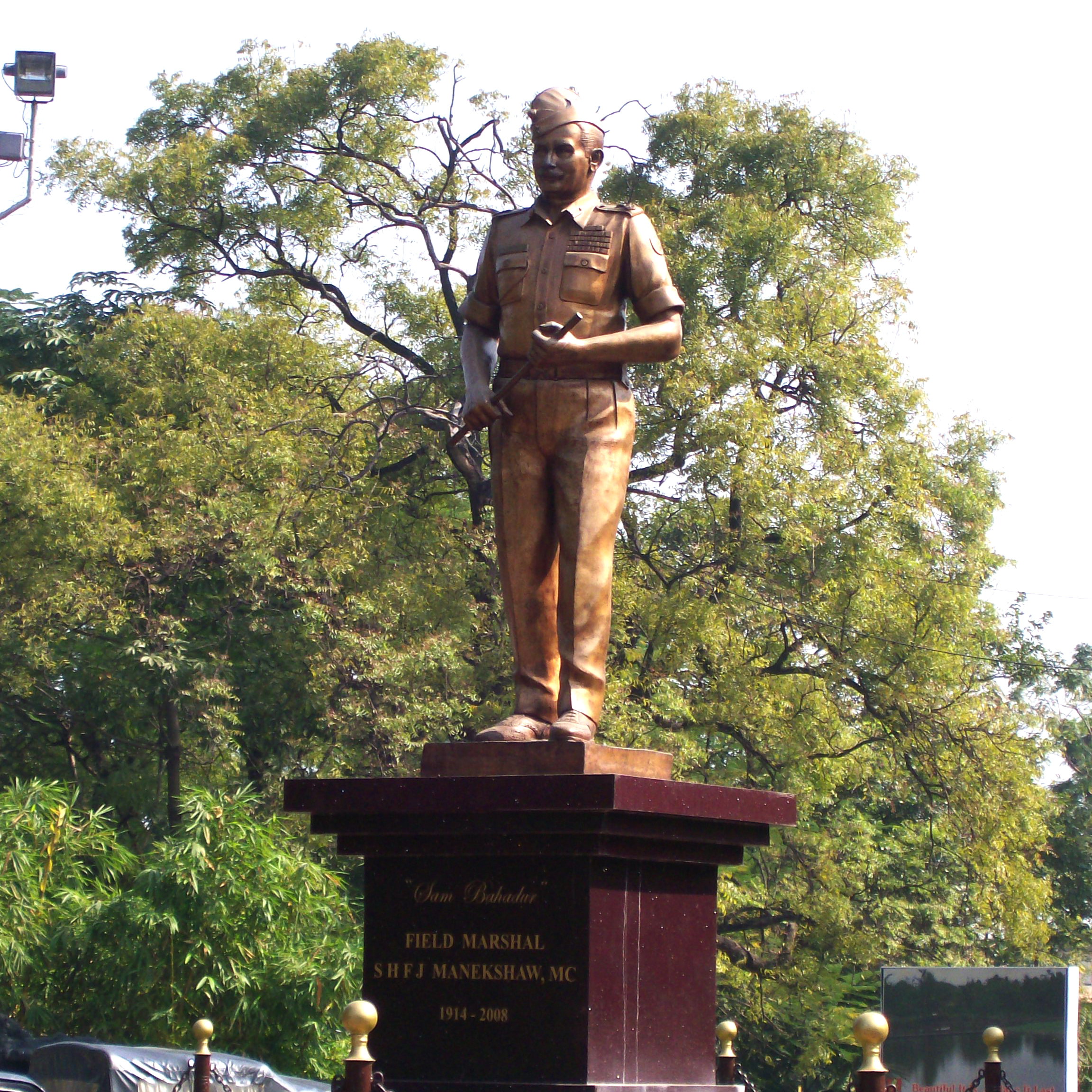
Una estatua de Sam Manekshaw en Pune Cantonment

Por su destacado servicio en el país, el Presidente de la India lo condecoró con un Padma Vibhushan en 1972 y se le confirió el cargo de mariscal de campo, el primero en el mando, el 1 de enero de 1973. Se convirtió en uno de los únicos dos generales del ejército de India independiente en ser otorgado en ese prestigioso rango; el otro fue Kodandera Madappa Cariappa, a quien se le otorgó en 1986. Manekshaw se retiró del servicio activo quince días después, el 15 de enero de 1973 después de una carrera de casi cuatro décadas, y se instaló con su esposa Silloo en Coonoor, la población civil junto Wellington Military Cantonment donde sirvió como comandante de la Universidad Personal de Servicios de Defensa, en un tiempo inicial en su carrera. Popula entre los soldados Gurkha, Nepal fêted Manekshaw como un general honorario del Ejército nepalés en 1972.
En mayo de 2007, Gohar Ayub, hijo del mariscal de campo pakistaní Ayub Khan, afirmó que Manekshaw había vendido secretos del Ejército indio a Pakistán durante la guerra indo-pakistaní de 1965 por 20,000 rupias, pero su acusaciones fueron rechazados por el establecimiento de defensa indio.
Tras su servicio en el Ejército indio, Manekshaw sirvió exitosamente como director independiente en la junta de varias compañías, y en unos cuantos casos, como el presidente. Fue abiertamente y casi no políticamente correcto, y una vez que fue reemplazado de la junta de una compañía por un hombre nombrado Naik, a instancias del gobierno, Manekshaw bromeó, "Esta es la primera vez en la historia cuándo un Naik (corporal) ha reemplazado a un Mariscal de Campo."

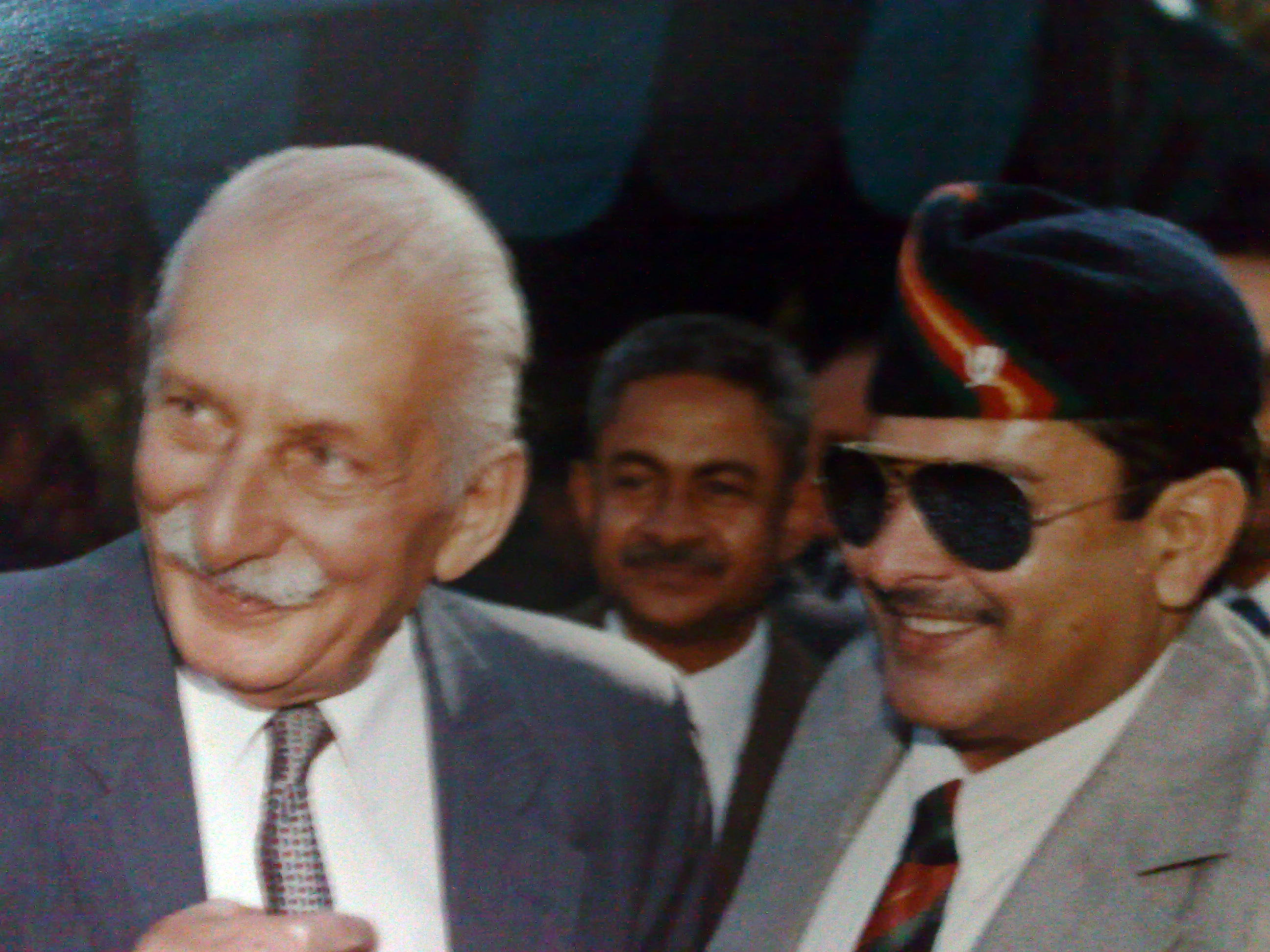
Mariscal de campo Sam Manekshaw

## Muerte
Manekshaw murió de complicaciones de neumonía en el Hospital Militar en Wellington, Tamil Nadu, a las 0030 horas, el 27 de junio de 2008 a la edad de 94 años. Fue sepultado en el cementerio Parsi en Udhagamandalam (Ooty), Tamil Nadu, con honores militares, adyacentes a la tumba de su esposa. Dejó en descendencia dos hijas y tres nietos.[cita requerida]
Según se dice, sus últimas palabras fueron ''estoy bien"
Cada año el 16 de diciembre, se celebra ese día como "Vijay Diwas" en memoria de la victoria lograda bajo el liderazgo de Manekshaw en 1971, un sello que representa a Manekshaw con el uniforme de mariscal de campo fue liberado por la presidenta Pratibha Patil. Sin embargo, ella, el PM u otros dirigentes de la clase política no aparecieron en su funeral, ni era un día nacional declarado. En 2014, una estatua de granito fue erigida en su honor en Wellington, en el distrito de Nilgiris, cerca del puente Manekshaw en la carretera Ooty-Coonoor, el cual había sido nombrado póstumamente en 2009.

## Premios y condecoraciones
| [./File:IND_Padma_Vibhushan_BAR.png ]        | [./File:IND_Padma_Bhushan_BAR.png ] |                                             | [./File:India_General_Service_Medal_1947.svg ] |
|                                              |                                     |                                             | [./File:IND_Sainya_Seva_Medal_Ribbon.svg ]     |
| [./File:Indian_Independence_medal_1947.svg ] |                                     | [./File:IND_20YearsServiceMedalRibbon.svg ] | [./File:IND_9YearsServiceMedalRibbon.svg ]     |
| [./File:Military_cross_BAR.svg ]             | [./File:Ribbon_-_Burma_Star.png ]   | [./File:Ribbon_-_War_Medal.png ]            | [./File:Ribbon_India_Service_Medal.png ]       |

| [./File:IND_Padma_Vibhushan_BAR.png ] | [./File:IND_Padma_Bhushan_BAR.png ] | [./File:Military_cross_BAR.svg ] |
|                                       |                                     |                                  |
| Padma Vibhushan                       | Padma Bhushan                       | Cruz militar                     |

## Frases célebres
''Me pregunto si nuestros maestros políticos que se han puesto a cargo de la defensa nacional, pueden distinguir un mortero de un motor, un arma de un obús, un guerrillero de un gorila, aunque en gran parte se asemejan a lo último.''(Sobre el conocimiento militar de los políticos) 
Al preguntarle lo que habría ocurrido si hubiera optado por Pakistán en el momento en que se dividió de la India en 1947, dijo bromeando ''Entonces creo que Pakistán hubiera ganado.'' (refiriéndose a la guerra de 1971)
Sobre el Gurkha: ''Si un hombre dice que no tiene miedo a morir, esta mintiendo o es un Gurkha.''
Al ser puesto al mando del 4.ºRegimiento de retirada durante la Guerra Sino-india de 1962: ''No habrá retirada sin órdenes escritas y estas órdenes no se emitirán.''